# Larvovaná deprese
Larvovaná deprese je druh deprese, při kterém jsou tělesné symptomy zcela v popředí a maskují psychickou podstatu poruchy. Označuje se rovněž jako „maskovaná deprese“ nebo „deprese bez deprese“. Tato nosologická jednotka není uvedena v oficiálním seznamu depresí 10. revize mezinárodní klasifikace nemocí, ale byla dříve často používaná. Od klasické deprese se larvovaná forma liší tím, že se skrývá psychická porucha za tělesné symptomy, jako jsou například bolesti hlavy, zad nebo na hrudi, závrati, problémy se zažíváním, spánkem atd. Že jde o depresi, se pozná tak, že pro tyto obtíže se nenajde biologický podklad a jejich příčina je v psychice. Protože psychické příznaky jsou velmi málo patrné, umožňuje jejich objevení pouze psychiatrické vyšetření, po kterém vyjde skrytá duševní porucha napovrch. Diagnostika maskované deprese se opírá o zjišťování přítomnosti afektivních poruch. Diferenciálně diagnosticky je nutné vyloučit jejich organickou příčinu nebo tělesnou chorobu. K léčbě larvované deprese se využívají antidepresiva.